# 炎 (西城秀樹の曲)
「炎」（ほのお）は、西城秀樹の25枚目のシングル。1978年5月25日にRCAから発売された。

## 解説
作詞・作曲が阿久悠と馬飼野康二のコンビによる初のシングルである。このコンビは次作「ブルースカイ ブルー」も担当することになる。当初は前作「あなたと愛のために」と同じ大野克夫の作曲で制作され、シングルとして発売される予定だったが、第7回東京音楽祭への出品が決定したため、より情熱的なイメージを出すべく馬飼野康二に作曲を依頼し、改めて制作された。大野バージョンはすでにJASRACに登録されていたため、JASRACのデータベースには「炎」のタイトルで2作が登録されている。
大野克夫による「炎」は長らくお蔵入りとなっていたが、『西城秀樹シングル・コレクション-77の軌跡』（1999年）で初めて商品化されることになった。
オリコンでは最高位5位（100位内15週）、25.7万枚のセールスとなった。売上げが25万枚を超えたのは「君よ抱かれて熱くなれ」以来である。
歌謡ポップスチャンネルの「ファンが選んだベスト20」では第7位に選出された。

## エピソード
- 第7回東京音楽祭世界大会の授賞式では、フランスの女優カトリーヌ・ドヌーブからキスを賜った。西城は「カトリーヌ・ドヌーブからの熱い口づけに興奮！」と振り返っている[8]。

## 収録曲
（全作詞：阿久悠）
1. 炎
作曲・編曲：馬飼野康二
2. 陽のあたる部屋
作曲：大野克夫／編曲：萩田光雄

## 「炎」のカバー
- にこにこミュージック（Ken-ichi、JOE、CHIROLYN、宮脇“JOE”知史） - 『西城秀樹ROCKトリビュート KIDS WANNA ROCK!』に収録、1997年
- 紅ゆずる、華形ひかる - 『Killer Rouge』に収録、2018年